# Фредерик V
Фредерик V (на датски: Frederik), е крал на Дания и Норвегия от 1746 до смъртта си през 1766 г.

## Управление
Фредерик V управлява мирно и не допуска включването на Дания в Седемгодишната война въпреки опасната близост до воюващите страни, такива като Швеция и Русия. Заобиколя се с компетентни министри и става радетел на икономически и културни нововъведения. Развива търговския морски флот, привляича в страната много хора на изкуството от чужбина, основава Кралската академия по изящни изкуства в Копенхаген (официално открита на 31 март 1754 г.), построява двореца Амалиенборг и издига многобройни статуи в Копенхаген.
Твърди се, че когато умирал на 14 януари 1766 последните му думи били „За мен голяма утеха в последния ми час е, че не съм обидил никого съзнателно и че ръцете ми не са изцапани с кръв“. Погребан е в катедралата в Роскиле.

## Семейство
През 1743 г. Фредерик V се жени за Луиза Британска, дъщеря на крал Джордж II и на Каролина фон Бранденбург-Ансбах. От брака им се раждат 5 деца, сред които бъдещият крал на Дания и Норвегия Кристиан VII, както и дъщеря им София-Магдалена Датска, която става съпруга на шведския крал Густав III.
Сключва втори брак с Юлиана фон Брауншвайг-Волфенбютел през 1752 г. От този брак се ражда принц Фредерик Датски, чийто син по-късно ще е датският крал Кристиан VIII.